# Torre Carolina
La torre Carolina és un edifici de Llinars del Vallès (Vallès Oriental) inclòs a l'Inventari del Patrimoni Arquitectònic de Catalunya.

## Descripció
Es tracta d'un edifici aïllat de planta baixa i pis. Planta rectangular i coberta a quatre vessants, amb un important ràfec que defineix i limita el volum inferior. A la façana principal hi ha un pòrtic limitat per dues columnes de fust llis i capitells jònics.
La planta baixa és feta d'encoixinat, imitant carreus rectangulars ben disposats. El pis està realitzat en maó vermell vist.

## Història
L'any 1855 va arribar el ferrocarril a Llinars. Aquest fet va provocar el naixement del primer eixample, que unia el nucli urbà ja consolidat amb l'estació. L'accessibilitat al tren va generar que algunes construccions burgeses de segona residència que segueixen de prop la introducció de nous llenguatges formals. Moltes d'aquestes construccions tenen un caràcter eclèctic popular, sense arquitectes coneguts.